# Чхве Чун Іль
Чхве Чун Іль (кор. 최충일; нар. 2 квітня 1958) — південнокорейський боксер.

## Спортивні досягнення
Він брав участь у змаганнях у напівлегкій вазі серед чоловіків на літніх Олімпійських іграх 1976 року, де посів п'яте місце. Чемпіон Азійських ігор 1978 року.